# Stèle de la victoire d'Assarhaddon
La stèle de la victoire d'Assarhaddon (également appelée stèle de Zenjirli ou de Zincirli) est une stèle en dolérite commémorant le retour d'Assarhaddon après la deuxième bataille de son armée et sa victoire sur le pharaon Taharqa dans le nord de l'Égypte antique en 671 avant notre ère. Elle a été découverte en 1888 à Zincirli Höyük (Sam'al ou Yadiya) par Felix von Luschan et Robert Koldewey. Elle se trouve aujourd'hui au musée de Pergame à Berlin.
Une première bataille en 674 est remportée par Taharqa, qui affronte Assarhaddon après sa première incursion au Levant ; Assarhaddon pénètre ensuite dans le nord de l'Égypte mais est repoussé par les forces de Taharqa.
La seconde bataille en 671 voit Taharqa battre en retraite avec son armée jusqu'à Memphis. Memphis est prise et Taharqa s'enfuit alors dans le royaume de Koush. Après la victoire d'Assarhaddon, celui-ci massacre les villageois et « dresse des piles de leurs têtes », comme Assarhaddon l'écrira plus tard :

« Memphis, sa ville royale, en une demi-journée, avec des mines, des tunnels, des assauts, j'ai assiégé, j'ai capturé, j'ai détruit, j'ai dévasté, j'ai brûlé par le feu. J'ai emmené en Assyrie sa reine, son harem, [le prince] Ouchankhourou, son héritier, et le reste de ses fils et de ses filles, ses propriétés et ses biens, ses chevaux, son bétail, ses moutons en nombre incalculable. J'ai arraché à l'Égypte la racine de Koush. »

## Description
La stèle montre Assarhaddon debout à gauche dans une pose honorifique. Il tient une massue dans sa main gauche, ainsi qu'une corde terminée par un anneau qui passe par les lèvres des deux rois vaincus agenouillés devant lui. Sa main droite s'adresse aux dieux. L'écriture cunéiforme couvre l'ensemble de la scène en bas-relief de taille moyenne.
L'identité du suppliant anonyme qui le précède a fait l'objet d'un débat. Il pourrait s'agir du roi de Tyr Baal Ier, mentionné dans le traité d'Assarhaddon avec Ba'al de Tyr, ou du roi de Sidon Abdi-Milkutti ; le personnage agenouillé entre les deux est le prince Ouchankhourou avec une corde autour du cou ; d'autres pensent qu'il s'agit du pharaon Taharqa lui-même, car il porte le diadème uræus de la domination égyptienne.

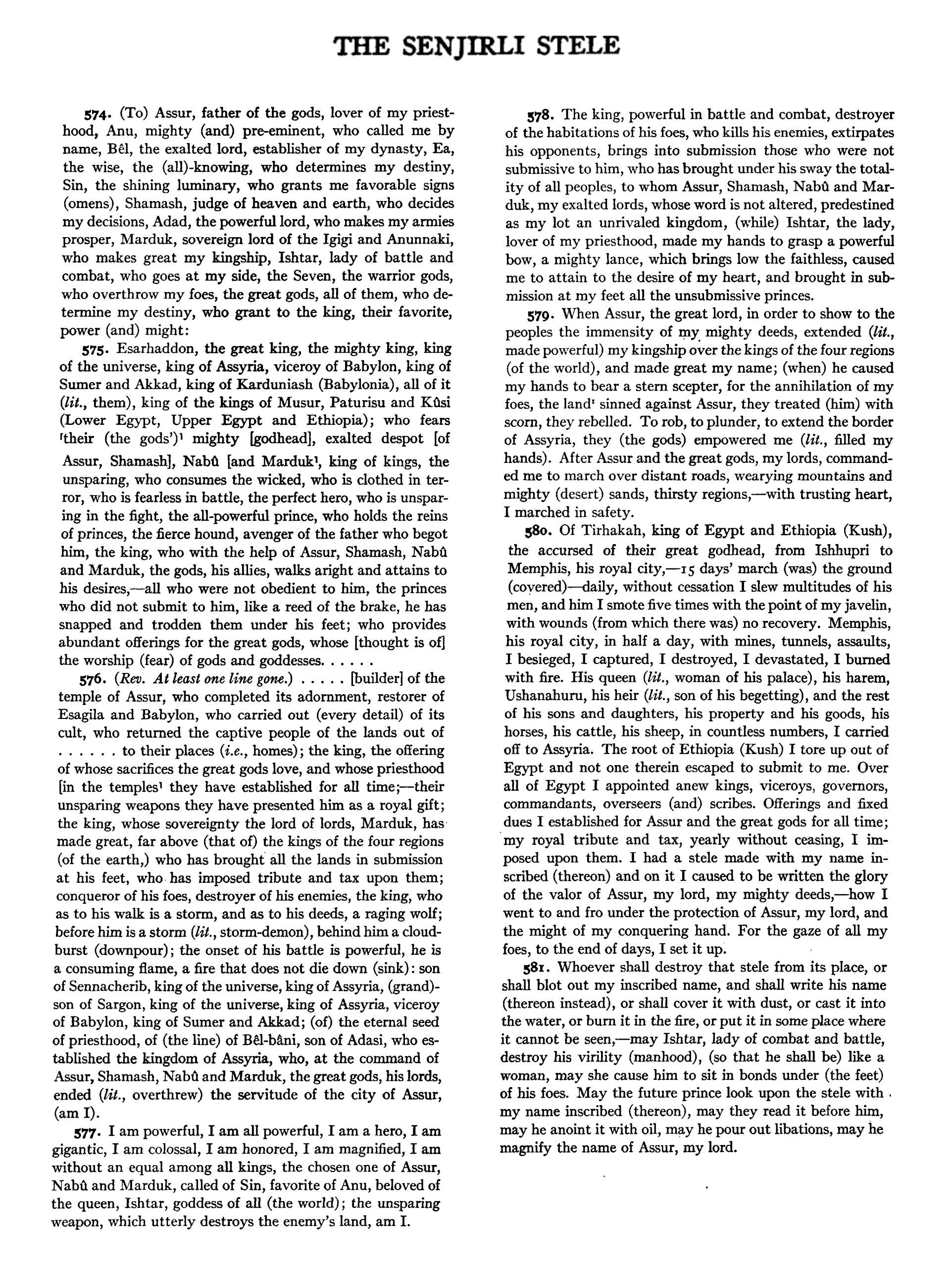
La stèle de la victoire d'Assarhaddon à Senjirli.
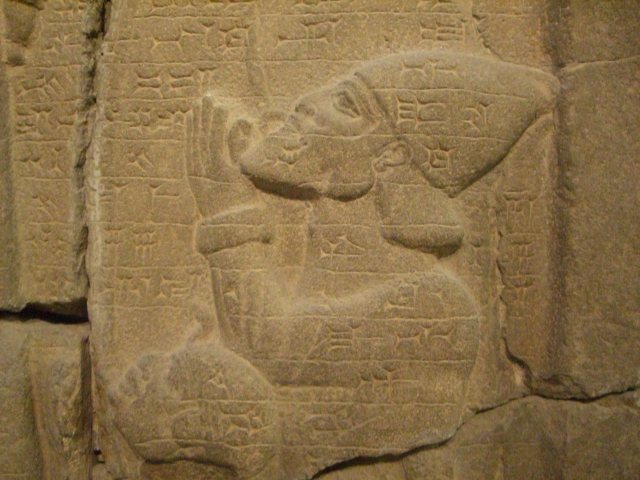
Gros plan du souverain suppliant.
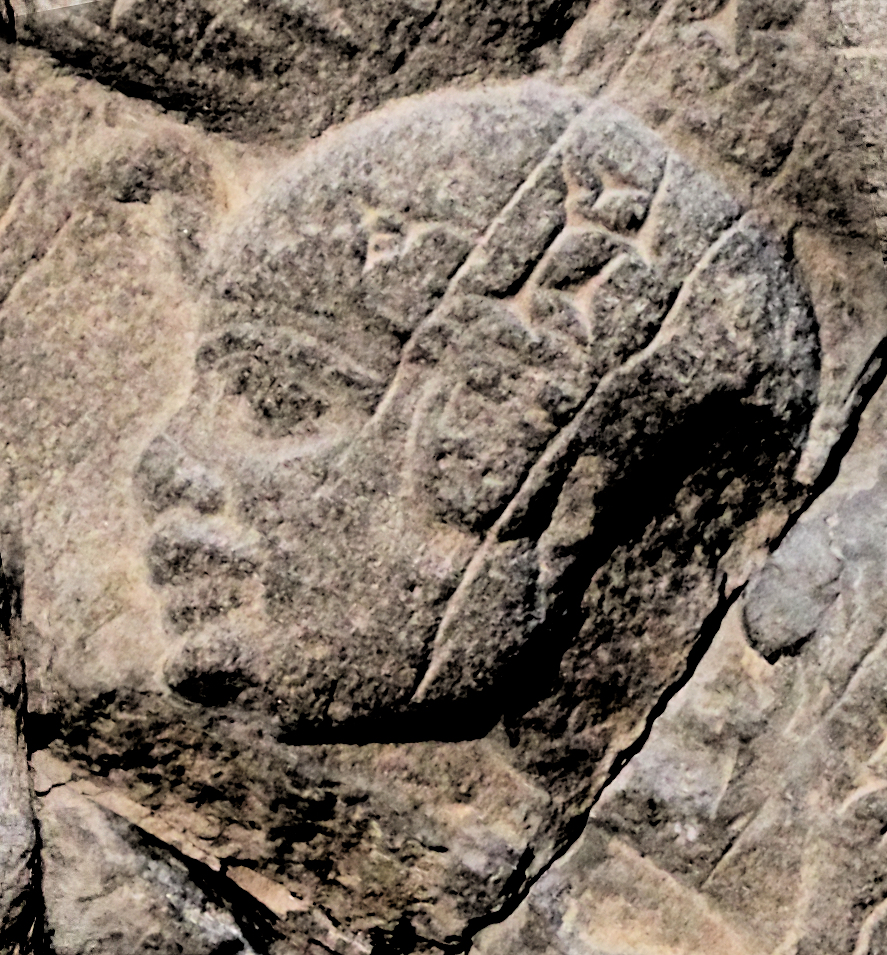
Ouchankhourou, fils de Taharqa, tel que représenté par les Assyriens sur la stèle de la victoire d'Assarhaddon.